# Turzańsk
Turzańsk (ukr. i łem. Туринське) – wieś w Polsce położona w województwie podkarpackim, w powiecie sanockim, w gminie Komańcza.
Wieś prawa wołoskiego w latach 1551–1600, położona w ziemi sanockiej województwa ruskiego, w drugiej połowie XVII wieku wieś Turzanska należała do starostwa krośnieńskiego. W latach 1975–1998 miejscowość administracyjnie należała do województwa krośnieńskiego.

## Historia
Do roku 1772 województwo ruskie, ziemia sanocka w Rzeczypospolitej. Od zaborów 1772 r. należał do Austrii, cyrkułu leskiego, a następnie sanockiego w Galicji. Do 1914 powiat sądowy w Sanoku, gmina Bukowsko.
Wieś lokowana w 1514 r. na mocy przywileju wydanego przez starostę sanockiego Mikołaja Kamienieckiego na prawie wołoskim. W 1526 roku pojawia się wzmianka o cerkwi we wsi. W 1565 r. chłopi dysponowali tu 21,5 łana ziemi oraz po 1 łanie kniaź i cerkiew. W 1657 roku wieś została spustoszona najazdem Jerzego Rakoczego. W 1803 roku wybudowano cerkiew greckokatolicką pw. Michała Archanioła. W roku 1898 wieś liczyła 93 domostwa i 676 mieszkańców (627 grekokatolików, 35 żydów, 14 rzymskich katolików). Należała do parafii łacińskiej w Bukowsku oraz parafii greckokatolickiej w Turzańsku. Do wsi należały również Wólki Kołodziażne, Pasieki i Turno. W okresie zaborów funkcjonowała już szkoła.
W połowie XIX wieku właścicielem posiadłości tabularnej w Turzańsku był Maksymilian Groblewski. Pod koniec XIX wieku właścicielem tabularnym dóbr we wsi był Mendel Holländer i Maria z domu Szenker. W 1905 Artur Goldhammer posiadał we wsi obszar 632 ha.
W czasie I wojny światowej wieś przez dłuższy czas znajdowała się na linii frontu. Żołnierzy poległych w walkach pochowano 500 m na północ od cerkwi. Od listopada 1918 do stycznia 1919 Turzańsk wchodził w skład Republiki Komańczańskiej. Spis z 1921 roku wykazał 111 domów, 684 mieszkańców, w tym: 645 grekokatolików, 32 żydów i 7 rzymskich katolików. W 1938 roku było 135 domostw. Po II wojnie światowej wieś wysiedlono w ramach akcji „Wisła”. Do opuszczonej wsi wprowadzili się Polacy. Po 1956 r. do Turzańska powróciło kilkanaście rodzin łemkowskich.

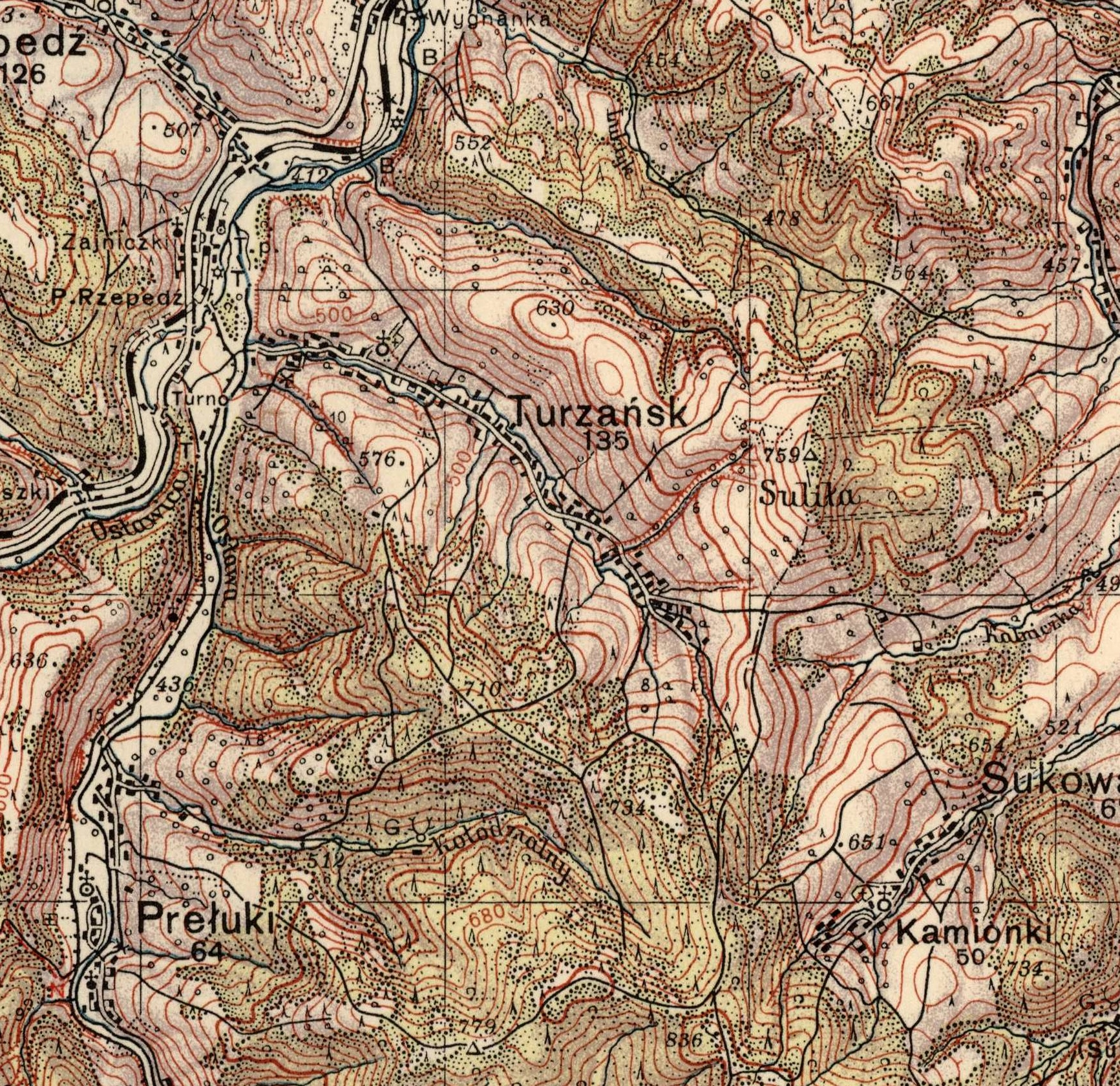
Wieś na mapie Wojskowego Instytutu Geograficznego z 1938 roku w skali 1:100 000

## Związki i organizacje wyznaniowe

### Polski Autokefaliczny Kościół Prawosławny
- Cerkiew filialna pw. św. Michała Archanioła – świątynia miejscowej parafii[12].

## Zabytki
- Zespół cerkiewny – cerkiew greckokatolicka pw. Michała Archanioła (obecnie cerkiew prawosławna) wybudowana w latach 1801–1803. W 1817 wybudowano drewnianą dzwonnicę. W 1936 cerkiew rozbudowano (o kruchtę od zachodu i prawdopodobnie pomieszczenie południowe – przechowalnię świec świątecznych). Po 1947 użytkowana przez łacińską parafię w Komańczy. W 1963 przekazana Kościołowi Prawosławnemu. Świątynia, jest cerkwią łemkowską typu wschodniego (podobnie jak cerkwie w Rzepedzi i Komańczy), który był rozpowszechniony w XIX wieku na terenie wschodniej Łemkowszczyzny (głównie w dorzeczu Osławy). Wewnątrz kompletny ikonostas z 1895 oraz polichromia z 1898 i 1913. W babińcu malowidło ukazujące Chrystusa w chacie łemkowskiej.

Cerkiew zaliczana jest do obiektów szlaku architektury drewnianej województwa podkarpackiego. W czerwcu 2013 została wpisana na Listę Światowego Dziedzictwa UNESCO.

Cerkiew w Turzańsku
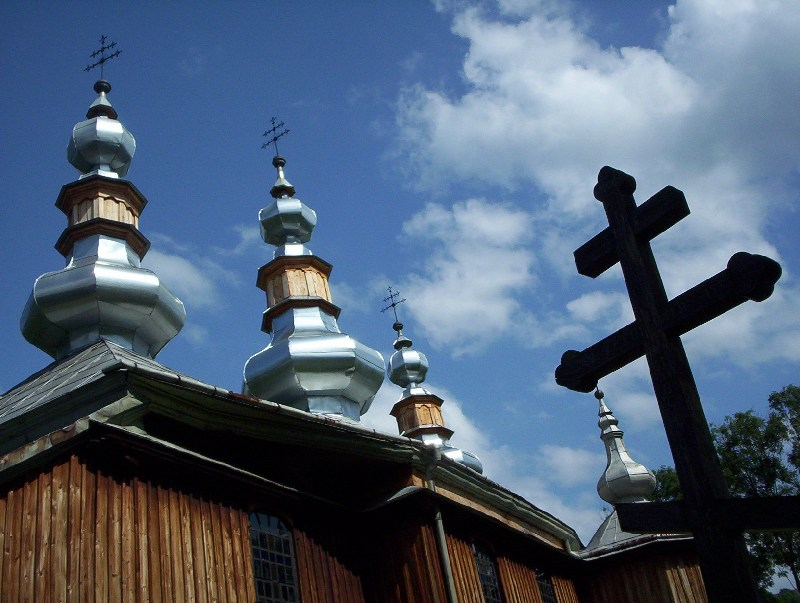
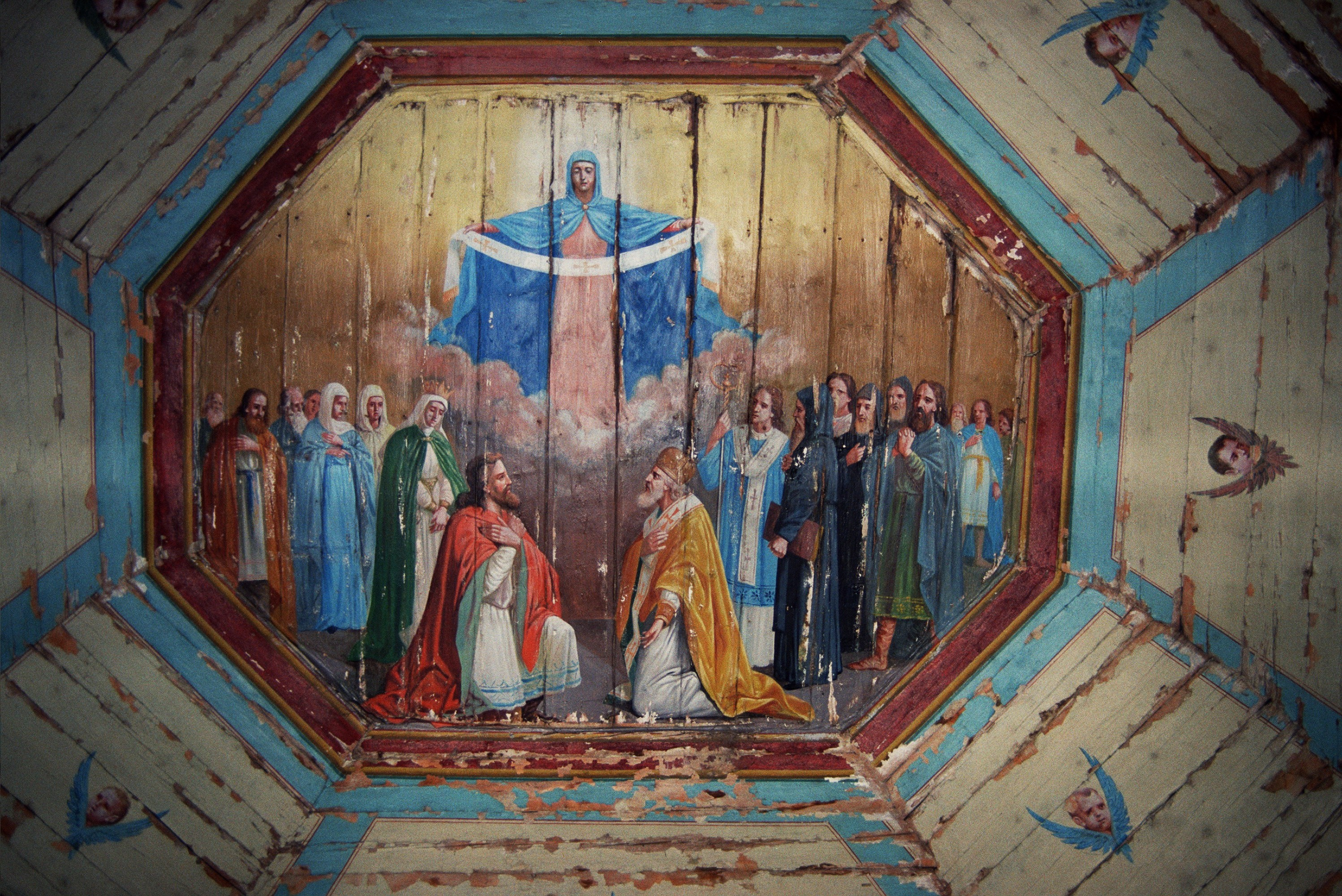
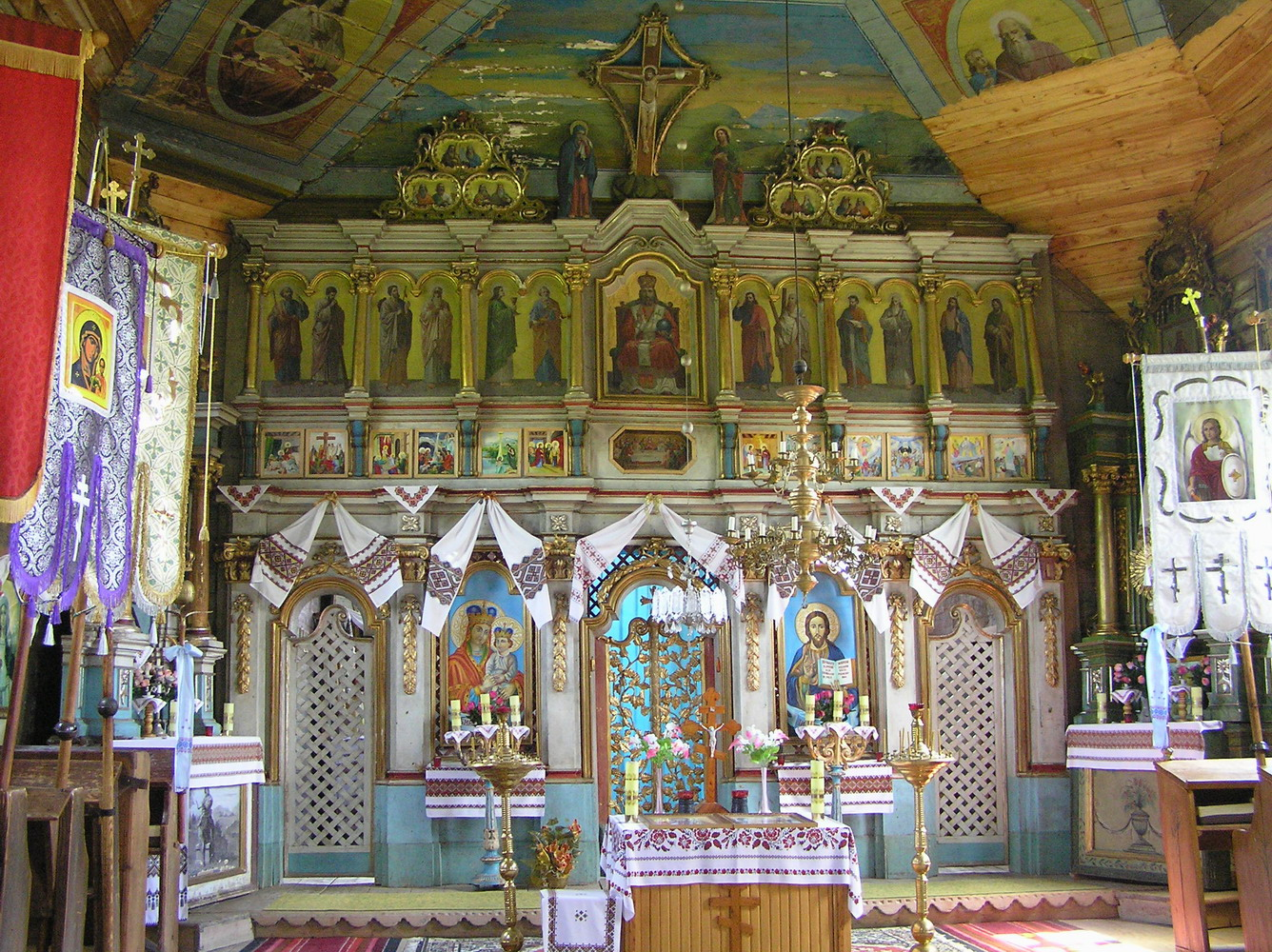